# R. H. Bing
R. H. Bing (Oakwood, 20 de outubro de 1914 — Austin, 28 de abril de 1986) foi um matemático estadunidense.

## Obras
- The geometric topology of 3-Manifolds, AMS 1983
- Collected Papers, 2 Bände, AMS 1988